# Diego Rodríguez
Diego Rodríguez (Montevideo, 8 augustus 1986) is een Uruguayaanse voetballer (verdediger) die sinds 2011 voor Defensor Sporting Club uitkomt. Voordien speelde hij in voor CA Peñarol, Bologna FC en CA Huracán.

## Carrière
| seizoen   | club              | land       | competitie       | wed. | goals |
| --------- | ----------------- | ---------- | ---------------- | ---- | ----- |
| 2003-2008 | CA Peñarol        | Uruguay    | Primera División | 20   | 1     |
| 2008-2009 | Bologna FC        | Italië     | Serie A          | 7    | 0     |
| 2009-2011 | CA Huracán        | Argentinië | Primera División | 38   | 3     |
| 2011-..   | Defensor Sporting | Uruguay    | Primera División | 19   | 0     |

## Interlandcarrière
Rodríguez nam met het Uruguayaans olympisch voetbalelftal onder leiding van bondscoach Óscar Tabárez deel aan de Olympische Spelen van 2012 in Londen.